# Principauté d'Antioche
Pour les articles homonymes, voir Antioche (homonymie).
1098–1268
Entités précédentes :
- Empire seldjoukide

Entités suivantes :
- Mamelouks

La principauté d’Antioche était l'un des États latins d'Orient constitué lors des croisades (1098-1268). Elle se trouvait sur des territoires actuellement turcs et syriens.

## Histoire
La fondation de la principauté est due à la seule volonté de Bohémond de Tarente (Hauteville, 1054-1111) de se tailler un État en Terre sainte. Avant de participer à la croisade, Bohémond de Tarente, fils aîné de Robert Guiscard, s'était vu préférer son demi-frère cadet Roger Borsa comme duc des Pouilles et de Calabre.
Antioche, ville byzantine, n'avait été conquise par les musulmans qu'une dizaine d'années auparavant, en 1084. Et lors de leur passage à Constantinople, le basileus Alexis Ier Comnène avait exigé par serment des principaux chefs croisés qu'ils lui restituent les terres précédemment perdues par les Byzantins — et seul Raymond IV de Toulouse avait refusé de prêter serment.

### La prise d'Antioche
Face aux difficultés pour assiéger Antioche, Bohémond vit là l'occasion de se faire accorder un fief. Tout d'abord il menaça, prétextant l'allongement du siège, de retourner en Italie chercher des renforts, mais ses capacités de stratège et l'importance du contingent l'accompagnant étaient nécessaires aux croisés, qui lui promirent tout ce qu'il souhaitait pourvu qu'il restât. Ensuite, le départ de Tatikios, le représentant du Basileus lui donna l'occasion de prétendre à une trahison, laquelle pouvait autoriser les croisés à se considérer déliés de leur serment. Enfin, s'étant assuré — par une intelligence à l'intérieur de la ville — d'y pouvoir enfin pénétrer, il fit promettre par les chefs de la croisade que le premier à y entrer la posséderait. C'est ainsi qu'au petit matin du 3 juin 1098, lorsque la ville fut investie, seule la bannière de Bohémond flottait sur la ville.
À peine entrés dans la ville, les croisés subirent un siège à leur tour. La découverte de la Sainte Lance les préserva du découragement et leur permit de repousser l'armée seldjoukide. Bohémond devint alors le chef incontesté de la ville. Au lieu de prendre le titre byzantin de duc d'Antioche, il s'arrogea celui de prince. Ce faisant, il marqua son indépendance vis-à-vis de l'empire byzantin.

### Les premières décennies

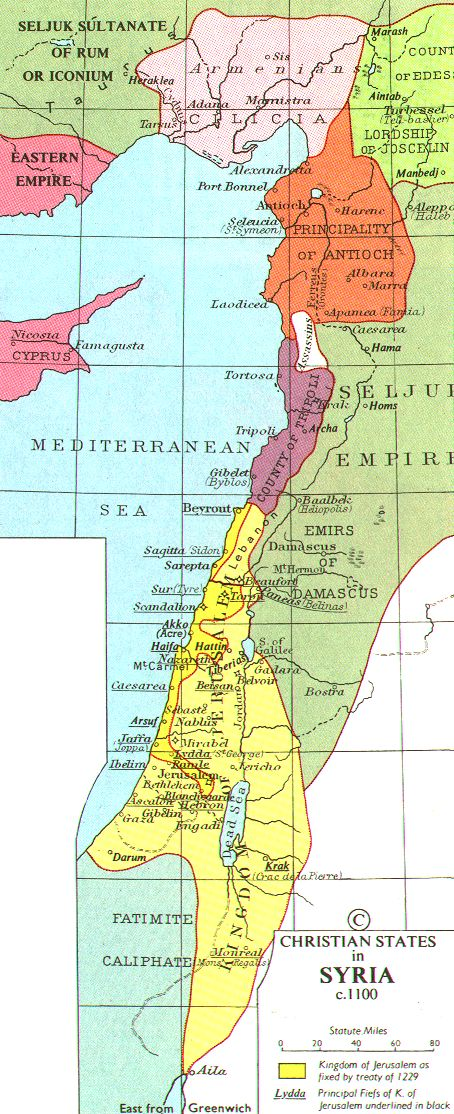
Carte des États latins d'Orient.

Le 13 juin 1098, les armées croisées reprennent leur route vers Jérusalem. Bohémond ne les suit pas ; il est désormais préoccupé par la défense, sinon l'extension de son fief. Après sa capture en 1100, son neveu Tancrède exerce la régence et agrandit la principauté en prenant les villes de Tarse et Lattaquié à l'Empire byzantin. Libéré en 1103, il laisse la régence à Tancrède et part chercher de nouvelles troupes en Italie. Il utilise ces dernières pour attaquer Byzance en 1107, mais est battu à la bataille de Dyrrachium.  Alexis Ier Comnène l'oblige alors à signer le traité de Déabolis : par cet acte il reconnaît la suzeraineté byzantine et rend à l'empire les terres conquises par les croisés depuis leur passage à Constantinople en 1097. Bohémond attaque aussi Alep avec Baudouin Ier de Jérusalem et Josselin Ier d'Édesse, et quand Baudouin et Josselin sont capturés, Tancrède devient aussi régent d'Édesse. Bohémond laisse une fois de plus la régence à Tancrède pour repartir en Italie, où il meurt en 1111.
Alexis Ier réclame alors le retour de la principauté à Byzance, mais Tancrède, soutenu par le comte de Tripoli et le roi de Jérusalem s'y oppose. Il meurt en 1112 et Bohémond II lui succède, sous la régence du neveu de Tancrède, Roger de Salerne. Celui-ci bat les Seldjoukides en 1113.
Cependant, le 27 juin 1119, Roger est tué à Ager Sanguinis, cette mort transformant la principauté en État vassal de Jérusalem avec le roi Baudouin II comme régent jusqu'en 1126. Bohémond II, époux d'Alix, fille de Baudouin II, ne gouverne que quatre ans, avant d'être tué en 1130, et Baudouin II, puis son gendre Foulque d'Anjou assurent la régence au nom de Constance, la fille de Bohémond II. En 1136, Constance, encore âgée de 10 ans, épouse Raymond de Poitiers, alors âgé de 36 ans.
Raymond, comme ses prédécesseurs, attaque la province byzantine de Cilicie. L'empereur Jean II Comnène, en réponse, assiège Antioche, forçant Raymond à reconnaître sa suzeraineté et une administration grecque. Cependant une émeute fomentée par Josselin II d'Édesse oblige les Grecs à fuir la ville. Jean II projetait de reprendre les États croisés, à sa mort en 1143.

### La principauté, entre Constantinople et l'Arménie
Après la chute d'Édesse en 1144, Nur ad-Din attaque la ville. Mal secouru par la deuxième croisade, la plus grande partie de l'Est de la principauté est alors perdue et Raymond tué à la bataille d'Inab en 1149. Baudouin III de Jérusalem exerce alors la régence au nom de la veuve de Raymond, jusqu'en 1153, date de son mariage avec Renaud de Châtillon. Renaud entre immédiatement en conflit avec Byzance, ayant pillé l'île byzantine de Chypre. Attaqué en 1158 par Manuel Ier Comnène, il doit s'humilier et reconnaître la suzeraineté byzantine.
Renaud est fait prisonnier par les musulmans en 1160 ; la régence est alors assurée par le patriarche d'Antioche (Renaud, libéré en 1176, ne revient jamais à Antioche). Manuel épouse Marie, fille de Raymond et de Constance. En 1163, Bohémond III succède à sa mère, mais est fait aussi prisonnier dans les années qui suivent ; le cours de l'Oronte marque alors définitivement la frontière entre Alep et Antioche. Bohémond, revenu en 1165, épouse une nièce de Manuel Ier et autorise l'établissement d'un patriarche grec orthodoxe dans la ville.
Grâce à l'aide de flottes italiennes, la principauté résiste à la reconquête de Saladin. Cependant, ni Antioche, ni Tripoli ne participent à la troisième croisade, bien que les restes de l'armée de Frédéric Barberousse s'arrêtent quelque temps à Antioche en 1190 pour enterrer leur roi. Le fils aîné de Bohémond III, nommé Raymond est alors fait comte de Tripoli après la bataille de Hattin et épouse une princesse arménienne en 1194, mais meurt en 1199. Son successeur, Bohémond III, meurt en 1201.
Sa succession marque le début d'une guerre de succession entre Bohémond IV, second fils de Bohémond III, soutenu par les Latins d'Antioche, et Raymond-Roupen, fils de Raymond et petit-fils de Bohémond III, soutenu par les Arméniens. la guerre civile ne prend fin qu'en 1221 lors de la mort de Raymon-Roupen. Bohémond IV meurt en 1233 et Antioche, gouverné par son fils Bohémond V ne prend part ni à la cinquième croisade, ni à la lutte entre Frédéric II et les barons d'Orient, ni à la septième croisade de Saint Louis. Bohémond IV évite habilement de se soumettre à l'empereur germanique en réaffirmant la suzeraineté de l'empereur d'Orient sur la principauté d'Antioche.

### La chute de la principauté

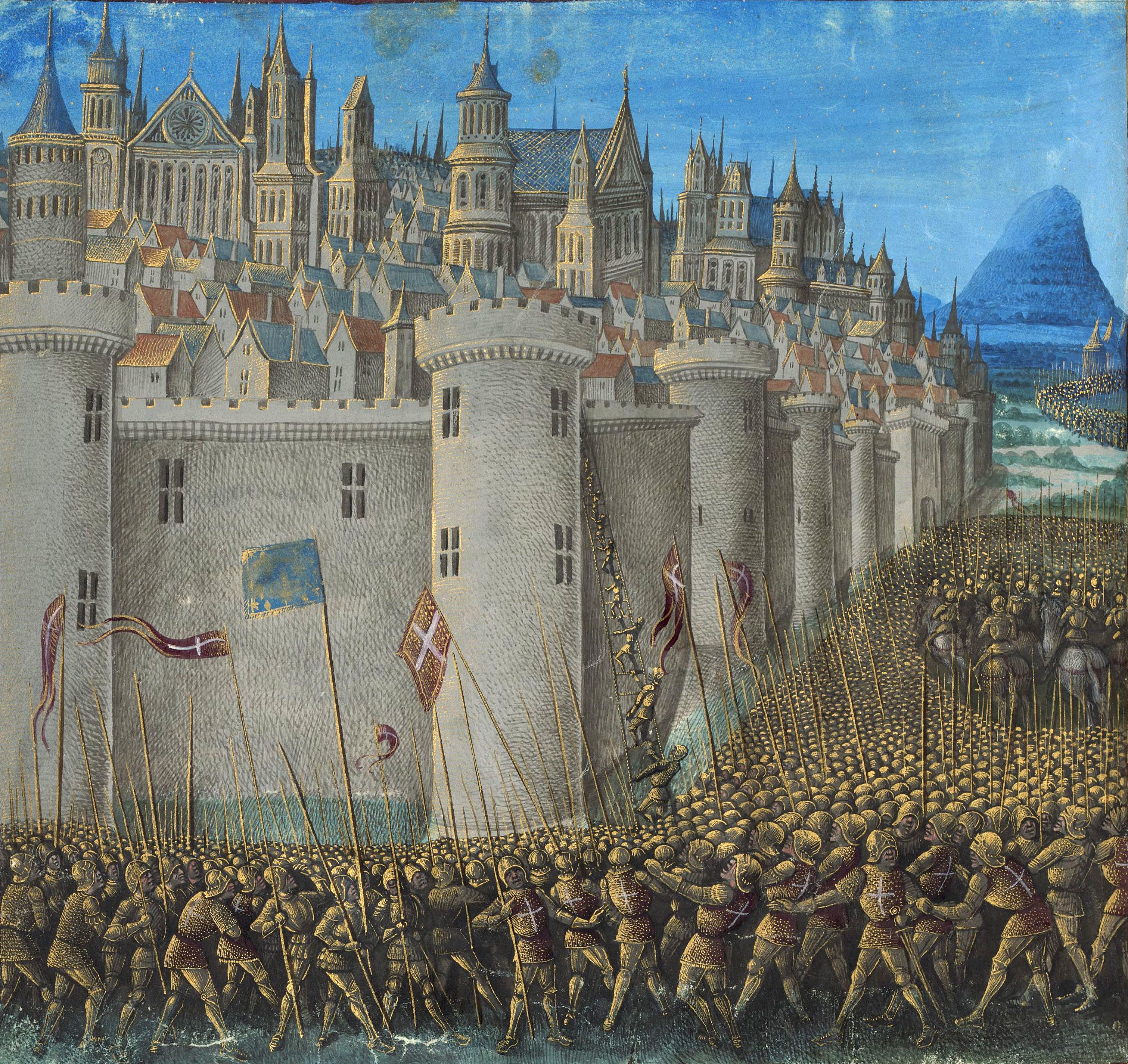
Siège d'Antioche, détail d'une miniature de Jean Colombe, dans Les Passages d'Outremer (1474, Sébastien Mamerot).

En 1254, Bohémond VI épouse Sibylle, une princesse arménienne, mettant fin à la lutte entre les deux États, bien que, sur ce point, la Petite-Arménie soit le plus puissant des deux, Antioche en étant alors le vassal. La principauté est alors prise dans les conflits entre les Mamelouks et les Mongols ; après la défaite mongole à la bataille d'Aïn Djalout en 1260, Baybars se retourna contre les alliés des Mongols, Antioche et l'Arménie. La ville, prise en 1268, tombera avec la totalité du Nord de la Syrie franque, vingt-trois ans avant la prise d'Acre, matérialisant la chute définitive des États croisés.
Le titre de prince d'Antioche passe, à l'extinction de la lignée des comtes de Tripoli, titulaires du titre, aux rois de Chypre, issus d'une branche cadette de la famille de Poitiers-Antioche.

## Géographie et démographie
La principauté est, même pendant sa plus grande extension, plus petite que le comté d'Édesse et que le royaume de Jérusalem. Elle s'étend alors au nord-est du bord de la mer Méditerranée, est bordée par le comté de Tripoli au sud, le comté d'Édesse au nord-est, les États musulmans (notamment ayyubide et mamelouk) à l'est, éphémèrement l'Empire byzantin et surtout le Royaume arménien en Cilicie au nord-ouest.
La ville d'Antioche compte probablement 20 000 habitants au XIIe siècle, principalement des Arméniens et des chrétiens orthodoxes, avec quelques musulmans à l'extérieur de la ville. Peu de catholiques romains y résident, en dehors des croisés, même si un patriarcat latin y est établi en 1100.

## Institutions

### Indépendance
- De tous les États francs d'Orient, seule la principauté d'Antioche ne relève pas du royaume de Jérusalem[1] : le prince d'Antioche ne prête pas l'hommage et dispose d'une pleine souveraineté vis-à-vis du roi de Jérusalem. Cependant, en vertu du traité de Deabolis-Devol, Bohémond de Tarente, en 1108, se reconnaît l'homme lige du basileus. Mais Tancrède, régent pendant la minorité de Bohémond II, ne cède pas aux exigences des Byzantins. Ce n'est que lors de la campagne de 1137, menée par Jean II Comnène, que le prince d'Antioche reconnaît la souveraineté byzantine.
- Cependant, bien que la principauté d'Antioche ne soit pas du royaume, il peut arriver que le roi de Jérusalem la gouverne quand son prince vient à manquer[1],[Note 1].

### Seigneuries vassales
Les principales seigneuries vassales de la principauté d'Antioche sont :
- la seigneurie de Valénie et Marqab ;
- la seigneurie de Saône (Sayhun) et de Sardoine ;
- la seigneurie de Harenc ;
- la seigneurie de Cerep ;
- la seigneurie de Capharda ;
- la seigneurie de Hazart.

Il semble qu'ont existé également d'autres seigneuries et/ou d'autres forteresses, dont Samandağ (Saint-Siméon), Bourzey (de) (Rochefort), Lattaquié, Shaizar…
Par ailleurs, il est arrivé que le prince d'Antioche revendique la suzeraineté de ses voisins : Tancrède revendiqua cette qualité pour le comté d'Édesse, et il fut un temps le suzerain du comte de Tripoli, Guillaume Jourdain.

### Armoiries
On attribue à Bohémond Ier de Tarente les armes d'argent, à la branche de fougère de sinople, nouée d'or et renversée en pal. Elles sont cependant attribuées a posteriori, car les blasons n'apparaissent qu'un demi-siècle après la mort de Bohémond.
Plus tard, Bohémond VI d'Antioche porte : écartelé, en 1 et 4 de gueules et en 2 et 3 d'azur semé de fleurs de lys d'or et il est précisé que Saint Louis lui permet d'écarteler son blason avec les lys de France, ce qui laisse penser que les précédents princes portent : de gueules plein.